# GJ 380
GJ 380 (Groombridge 1618) ist ein später Hauptreihenstern der Spektralklasse K7. Er liegt im Sternbild Großer Bär und gehört mit nicht ganz 16 Lichtjahren Entfernung zu den erdnächsten Sternen.

## Eigenschaften
Der Stern hat etwa 67 % der Sonnenmasse, 60 % des Sonnenradius und die Oberflächentemperatur liegt bei nur 4000 K. Damit leuchtet er orange-rot. Dieser Stern hat nur etwa 4,6 % der Sonnenleuchtkraft. GJ 380 ist vermutlich ein Flare-Stern, aber im Vergleich zu anderen Flare-Sternen ist er sehr leuchtkräftig. Er hat eine Rotationsgeschwindigkeit von etwa 2,8 km/s.
Seit 1989 wird vermutet, dass GJ 380 einen Planeten hat. Allerdings konnte auch eine Studie aus dem Jahr 2010 noch keine Belege für den vorgeschlagenen Planeten finden.

## Energieerzeugung und weitere Entwicklung
GJ 380 gehört zu den Hauptreihensternen, die ihre Energie durch die Proton-Proton-Kette erzeugen. Er wandelt in seinem Kern Wasserstoff zu Helium um und ist dabei relativ stabil. Da der Stern nur 67 % der Sonnenmasse hat, wird er viel länger auf der Hauptreihe verweilen als die Sonne; während die Sonne etwa 10 Milliarden Jahre auf der Hauptreihe verweilt, werden es bei GJ 380 etwa 25 Milliarden Jahre sein. Danach wird er eine Kerntemperatur von etwa 100 Millionen Grad Celsius erreichen und im Kern wird dann das Heliumbrennen beginnen; in den äußeren Schichten das Wasserstoffbrennen. Der Stern bläht sich zu einem Roten Riesen auf. Da GJ 380 mehr als 0,5 Sonnenmassen hat, ist der Stern in der Lage, Kohlenstoff durch den Drei-Alpha-Prozess zu erzeugen. Später, wenn der Stern sein Helium aufgebraucht hat, wird er seine äußeren Schichten in Form eines Planetarischen Nebels abstoßen und zurück bleibt ein Weißer Zwerg, der dann zu einem Schwarzen Zwerg erkaltet.